# Constantine (město)
Constantine (arabsky قسنطينة [Qusanţīnah]) je město ležící ve vnitrozemí Alžírska 80 km jižně od středomořského pobřeží, se zhruba 500 tisíci obyvateli (stav 2010). Je to po Alžíru a Oranu třetí největší město v Alžírsku (některé zdroje uvádějí, že v aglomeraci žije zhruba 1 milión obyvatel).
Z historie je známo též pod názvy Sarim Batim, Cirta a Colonia Sittlanorum.

## Dějiny
Město bylo založeno Féničany, kteří ho pojmenovali Sarim Batim (Královské město), později se nazývalo Cirta (Město ve skále). Po druhé punské válce jej numidský král Massinissa připojil ke své říši a zvolil svým hlavním městem. Později město dobyli římští vojevůdci Quintus Caecilius Metellus a Gaius Marius a stalo se jejich základnou v boji proti numidskému králi Jugurthovi. Město k římské říši připojil Julius Caesar, přejmenoval jej na Colonia Sittlanorum a udělil obyvatelům zvláštní práva. Za Římanů bylo r. 311 město zničeno během války mezi císařem Maxentiem a uzurpátorem Domitiem Alexandrem, ale v r. 313 bylo obnoveno a pojmenováno na počest císaře Konstantina.
V sedmém století město prakticky zničili příchozí Arabové. Za Abbásovců se stalo součástí provincie emirátu Ifrikíja, které vládli Aghlabidové, a později chalífátu Fátimovců. Za nich město získalo v 10. století omezenou samostatnost a jeho význam pro obchod vzrostl. V 11. století se dostalo do správy emírů z Bedžaje a od 13. století pod správu Tunisu, ve kterém vládla dynastie Hafsidů. Město mělo obchodní styky s Janovem, Pisou a Benátkami. V r. 1568 se Constantine dostala do područí Turků, kteří sem umístili sídlo beje. Posledním bejem byl Ahmed Bej, který byl jmenován alžírským pašou a který vedl boj proti francouzské koloniální expanzi.
Francouzi dobyli Constantine až na druhý pokus 13. října 1837 jako jedno z posledních měst tehdejšího Alžírska. Do města se přistěhovali četní Evropané. V r. 1876 zde byla vybudována nemocnice a následně několik škol. Koncem 19. století začaly být budovány mosty, což mělo za následek další rozvoj města doposud izolovaného hlubokými soutěskami. Další rozvoj nastal po první světové válce. V r. 1958 zde během Alžírské krize pronesl projev Charles de Gaulle.
Po vyhlášení samostatnosti se Constantine stala sídlem vilájetu. Nastal bouřlivý demografický rozvoj podpořený zlepšenou dopravní dostupností.

## Geografie
Město se nachází na náhorní rovině v nadmořské výšce 640 m. Město je předěleno hlubokou strží, která dává zdejší krajině dramatický ráz. Město je velmi malebné především mnoha mosty překračujícími tuto strž.

| Constantine – podnebí       | Constantine – podnebí | Constantine – podnebí | Constantine – podnebí | Constantine – podnebí | Constantine – podnebí | Constantine – podnebí | Constantine – podnebí | Constantine – podnebí | Constantine – podnebí | Constantine – podnebí | Constantine – podnebí | Constantine – podnebí | Constantine – podnebí |
| Období                      | leden                 | únor                  | březen                | duben                 | květen                | červen                | červenec              | srpen                 | září                  | říjen                 | listopad              | prosinec              | rok                   |
| --------------------------- | --------------------- | --------------------- | --------------------- | --------------------- | --------------------- | --------------------- | --------------------- | --------------------- | --------------------- | --------------------- | --------------------- | --------------------- | --------------------- |
| Průměrné denní maximum [°C] | 13,4                  | 13,7                  | 15,8                  | 18,6                  | 22,9                  | 26,3                  | 30,5                  | 31,0                  | 25,2                  | 20,7                  | 16,1                  | 13,0                  | 20,6                  |
| Průměrné denní minimum [°C] | 3,5                   | 3,8                   | 4,7                   | 7,0                   | 11,5                  | 13,6                  | 16,2                  | 16,2                  | 13,7                  | 10,5                  | 7,4                   | 3,4                   | 9,3                   |
| Průměrné srážky [mm]        | 62,4                  | 62,9                  | 45,8                  | 46,5                  | 28,9                  | 17,4                  | 16,1                  | 15,3                  | 21,6                  | 34,2                  | 52,1                  | 67,5                  | 470,7                 |
| [zdroj?]                    |                       |                       |                       |                       |                       |                       |                       |                       |                       |                       |                       |                       |                       |

## Hospodářství
Město je střediskem prosperující zemědělské oblasti. Obchoduje se zde s obilninami a nacházejí se tu čtyři mlýny. Průmysl je zastoupen továrnou na traktory, textilní a kožedělnou výrobou.
Ve městě se nachází nádraží, odkud je železniční spojení do měst Annaba, Alžír, Tebessa, M'Sila, Skikda a Jijel a příměstské vlaky spojují předměstí El Khroub et Hamma Bouziane. Poblíž města leží letiště Mohameda Boudiafa (kód IATA: CZL, kód ICAO : DABC). Prochází tudy rozestavěná dálnice Východ-západ. Městská doprava je zajišťována mimo jiné lanovkou se třemi stanicemi. Ve stavbě je (2010) i první tramvajová linka.

## Infrastruktura
Ve městě se nachází nemocnice. Je zde několik vysokých škol - Mentouri (50 000 studentů), Zerzara a Islámská univerzita Amira Abdelkadira (3 000 studentů).

## Obyvatelstvo
Obyvatelé jsou alžírští Arabové. Přehled přírůstku obyvatel v nedávné době dává tabulka níže: 
| Rok  | Zdroj    | Počet obyvatel |
| ---- | -------- | -------------- |
| 1977 | sčítání  | 345 566        |
| 1987 | sčítání  | 443 727        |
| 1998 | sčítání  | 462 187        |
| 2010 | propočet | 460 115        |

## Pamětihodnosti
- Muzeum Gustava Merciera (vystavuje staré i nové umění).
- Mešita Abd al Hamida Ben Badise
- Constantinská kasba
- Univerzita a mešita emíra Abd al-Kadira
- Mauzoleum Massinissy
- Zříceniny římského akvaduktu
- Stadión Ben Abdelmaleka
- Římské město Tiddis (nedaleko města)
- Megalitické památky a pohřebiště v Džebel Mazala Salluste (nedaleko města)

## Partnerská města
- Grenoble, Francie
- Istanbul, Turecko
- Súsa, Tunisko

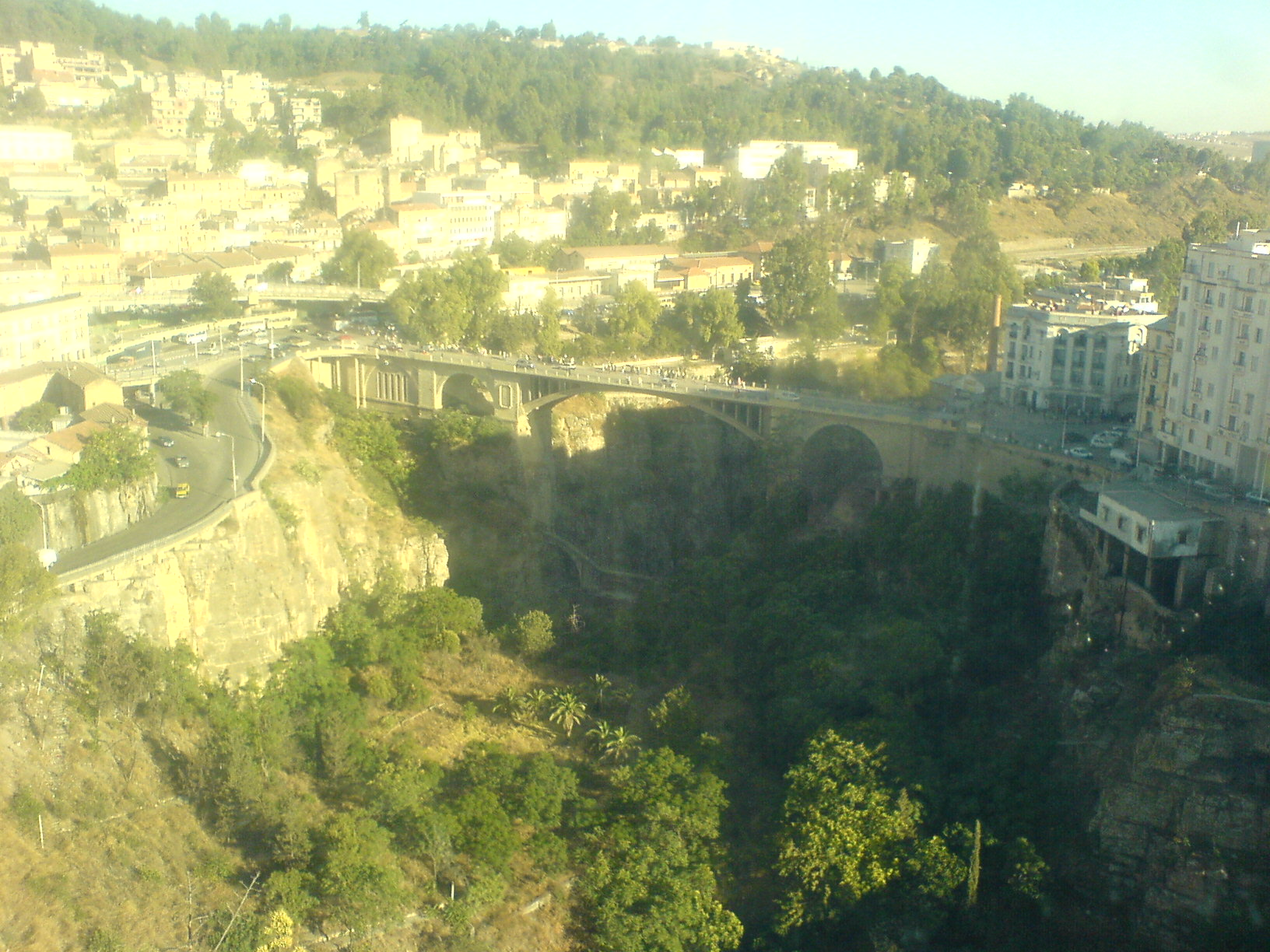
Pohled z lanovky
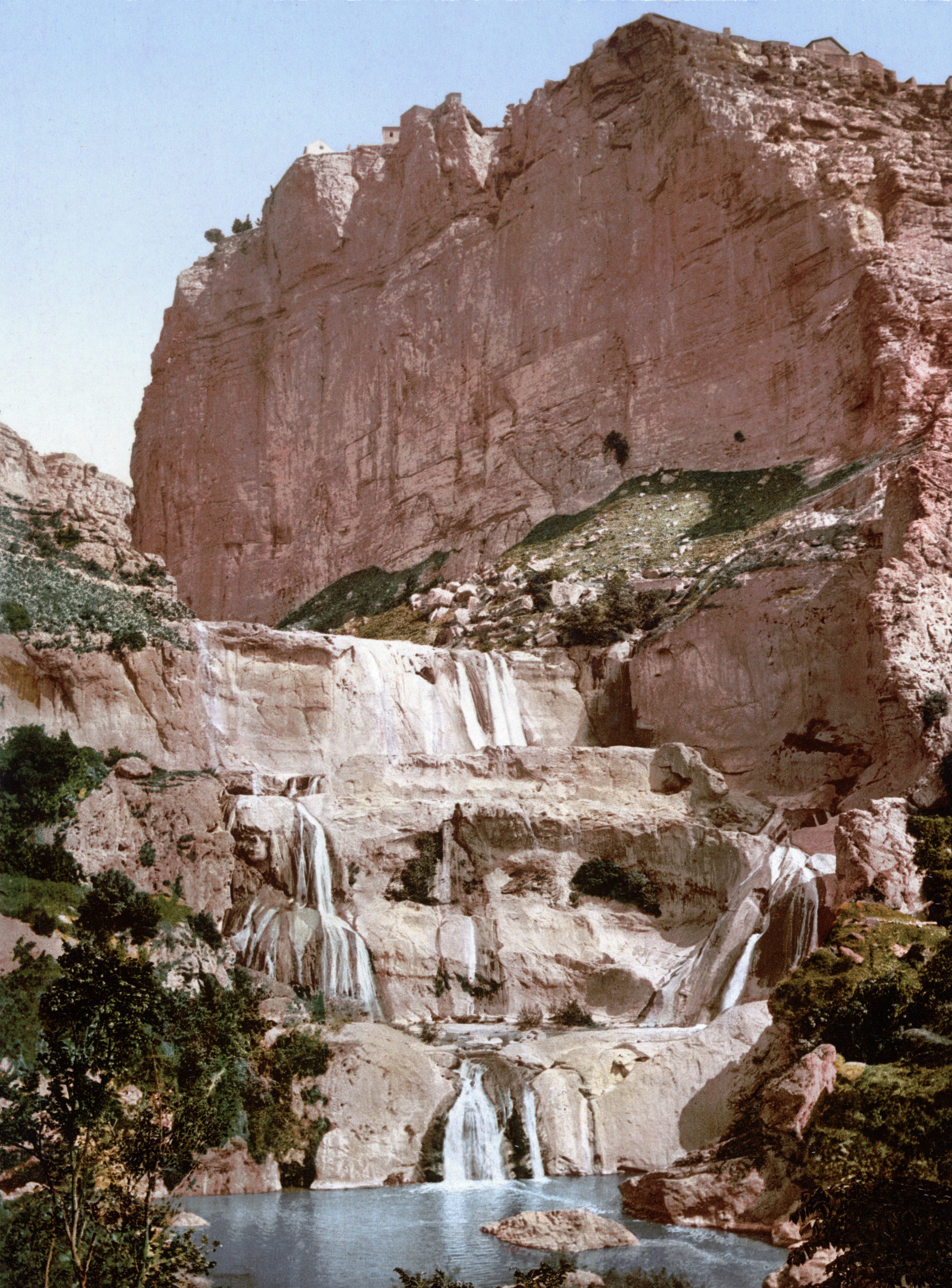
Peřeje pod městem (foto z r. 1899)